# Jeu du béret
Pour les articles homonymes, voir Beret.
 (octobre 2023).
Si vous disposez d'ouvrages ou d'articles de référence ou si vous connaissez des sites web de qualité traitant du thème abordé ici, merci de compléter l'article en donnant les références utiles à sa vérifiabilité et en les liant à la section « Notes et références ».
Le jeu du béret se joue avec un béret (ou un ballon, une balle, un chiffon, foulard, salade...) et deux équipes.

## Description
Le jeu du béret est un jeu traditionnel, faisant appel à la rapidité, la coordination et la stratégie. 
Les joueurs de chaque équipe sont numérotés de 1 à x (x étant le nombre de joueurs de chaque équipe). Les deux équipes se placent face à face, sur deux lignes parallèles distantes (sans être classés par ordre de leur numéro) dans un carré plus ou moins grand, variable en fonction de l'âge et du nombre de participants. 
L'arbitre appelle un ou plusieurs numéros. La saisie du béret et la course vers les camps se font avec une main derrière le dos. Les joueurs annoncés doivent récupérer, de leur main libre, le béret placé au centre du carré et le ramener derrière un camp sans se faire toucher par leur adversaire.
Un point est marqué quand :
- le porteur du « béret » retourne dans son camp sans être touché par son adversaire ;
- un joueur touche un adversaire qui tenait le béret en main.

Deux points sont marqués quand  le porteur du « béret » passe derrière le camp adverse sans être touché par son adversaire.
Le point est remis en jeu si :
- un joueur n'avait pas une main dans le dos ;
- un joueur vient en jeu alors que son numéro n'a pas été appelé.

La partie se joue aux points et s'arrête lorsque chaque joueur a été appelé au moins deux fois.